# The Greatest Love
Choego-ui sarang (hangeul: 최고의 사랑 ; titre international : The Greatest Love ; également connu sous le titre Best Love est une série télévisée sud-coréenne diffusée en 2011 sur MBC en Corée du Sud,.

## Distribution
- Gong Hyo-jin : Gu Ae-jung
- Cha Seung-won : Dokko Jin
- Yoon Kye-sang : Yoon Pil-joo
- Yoo In-na : Kang Se-ri
- Yang Han-yeol : Gu Hyung-kyu (le neveu de Ae-jung)
- Jung Joon-ha : Gu Ae-hwan (le frère et directeur de Ae-jung)
- Lee Hee-jin : Jenny
- Im Ji-kyu : Kim Jae-seok (le directeur de Jin)
- Choi Hwa-jung : lune représentant (le président de l'agence de Jin)
- Bae Seul-ki : Han Mi-na
- Jung Man-sik : Directeur Jang
- Choi Sung-min : Kim Eun-ho (directeur du programme de Couple Making)
- Kim Mi-jin : Han Myung-jung (auteur de Couple Making)
- Park Won-sook : la mère de Pil-joo
- Han Jin-hee : Gu Ja-chul (le père de Ae-jung)
- Jeong Gyu-soo : chirurgien cardiaque
- Hyoyoung : Harumi
- In Gyo-jin : le mari de Mi-na

## Réception
| Numéro de l'épisode | Date de diffusion | Part d'audience moyenne | Part d'audience moyenne     | Part d'audience moyenne | Part d'audience moyenne     |
| Numéro de l'épisode | Date de diffusion | TNmS                    | TNmS                        | AGB Nielsen             | AGB Nielsen                 |
| Numéro de l'épisode | Date de diffusion | Tout le pays            | Région de la capitale Séoul | Tout le pays            | Région de la capitale Séoul |
| ------------------- | ----------------- | ----------------------- | --------------------------- | ----------------------- | --------------------------- |
| 1                   | 4 mai 2011        | 6.5%                    | 8.6%                        | 8.4%                    | 10.0%                       |
| 2                   | 5 mai 2011        | 7,1 %                   | 9,6 %                       | 9,7 %                   | 11,5 %                      |
| 3                   | 11 mai 2011       | 8,6 %                   | 11,2 %                      | 12,1 %                  | 13,6 %                      |
| 4                   | 12 mai 2011       | 9,7 %                   | 12,3 %                      | 13,9 %                  | 17,1 %                      |
| 5                   | 18 mai 2011       | 10,4 %                  | 13,9 %                      | 14,0 %                  | 16,2 %                      |
| 6                   | 19 mai 2011       | 10,2 %                  | 12,7 %                      | 15,1 %                  | 17,5 %                      |
| 7                   | 25 mai 2011       | 14,4 %                  | 17,9 %                      | 17,4 %                  | 19,8 %                      |
| 8                   | 26 mai 2011       | 15,2 %                  | 18,0 %                      | 17,9 %                  | 20,2 %                      |
| 9                   | 1er juin 2011     | 14,4 %                  | 17,0 %                      | 17,8 %                  | 20,3 %                      |
| 10                  | 2 juin 2011       | 13,8 %                  | 17,4 %                      | 18,4 %                  | 21,2 %                      |
| 11                  | 8 juin 2011       | 14,3 %                  | 17,3 %                      | 18,4 %                  | 21,3 %                      |
| 12                  | 9 juin 2011       | 14,6 %                  | 18,5 %                      | 18,4 %                  | 20,9 %                      |
| 13                  | 15 juin 2011      | 13,1 %                  | 17,7 %                      | 17,8 %                  | 20,4 %                      |
| 14                  | 16 juin 2011      | 14,5 %                  | 18,1 %                      | 17,9 %                  | 20,1 %                      |
| 15                  | 22 juin 2011      | 15,9 %                  | 19,3 %                      | 18,0 %                  | 21,3 %                      |
| 16                  | 23 juin 2011      | 17.4%                   | 21.2%                       | 21.0%                   | 23.7%                       |
| Moyenne             | Moyenne           | 12,5 %                  | 15,7 %                      | 16,0 %                  | 18,4 %                      |

## Bande-originale
1. 리얼러브송 (Real Love Song) - K.Will
2. 내 사람이라서 (Because You're My Man) - G.NA
3. 두근두근 (Pit-a-Pat) - Sunny Hill
4. 내 손을 잡아 (Hold My Hand) - IU
5. 나를 잊지 말아요 (Don't Forget Me) - Huh Gak
6. 눈물나게 사랑해 (Loving You Makes Me Cry) - Big Mama Soul
7. 아이캔't 드링크 (I Can't Drink) - Baek Ji-young
8. LOVE LOVE - Choi Su-jin
9. Hero (Inst.)
10. Destiny (Inst.)
11. 네잎클로버 (Four-lead Clover) (Inst.)
12. Good Boy (Inst.)
13. 사랑은 (Love) (Inst.)

## Prix et nominations
| Année | Prix                                                                | Catégorie                                              | Destinataire                  | Résultat   |
| ----- | ------------------------------------------------------------------- | ------------------------------------------------------ | ----------------------------- | ---------- |
| 2011  | 4th Korea Drama Awards                                              | Best OST                                               | Don't Forget Me - Huh Gak     | Lauréat    |
| 2011  | 4th Korea Drama Awards                                              | Meilleure actrice de soutien                           | Yoo In-na                     | Nomination |
| 2011  | 4th Korea Drama Awards                                              | Prix d'excellence en haut, acteur                      | Cha Seung-won                 | Nomination |
| 2011  | 4th Korea Drama Awards                                              | Prix d'excellence en haut, actrice                     | Gong Hyo-jin                  | Nomination |
| 2011  | 4th Korea Drama Awards                                              | Meilleure série télévisée                              | The Greatest Love             | Nomination |
| 2011  | 3rd MelOn Music Awards                                              | Meilleure bande originale                              | Pit-a-Pat - Sunny Hill        | Lauréat    |
| 2011  | 13th Mnet Asian Music Awards                                        | Meilleure bande originale                              | Don't Forget Me - Huh Gak     | Nomination |
| 2011  | 38th Korea Broadcasting Awards                                      | Meilleur acteur                                        | Cha Seung-won                 | Lauréat    |
| 2011  | 24th Grimae Awards                                                  | Meilleur acteur                                        | Cha Seung-won                 | Lauréat    |
| 2011  | MBC Drama Awards                                                    | Meilleur couple prix                                   | Cha Seung-won et Gong Hyo-jin | Lauréat    |
| 2011  | MBC Drama Awards                                                    | Prix de popularité, acteur                             | Cha Seung-won                 | Nomination |
| 2011  | MBC Drama Awards                                                    | Prix de popularité, actrice                            | Gong Hyo-jin                  | Lauréat    |
| 2011  | MBC Drama Awards                                                    | Meilleur acteur de l'enfant                            | Yang Han-yeol                 | Lauréat    |
| 2011  | MBC Drama Awards                                                    | Meilleur auteur                                        | Hong Mi-ran et Hong Jung-eun  | Lauréat    |
| 2011  | MBC Drama Awards                                                    | Meilleur nouvel acteur dans une mini-série             | Yoon Kye-sang                 | Nomination |
| 2011  | MBC Drama Awards                                                    | Meilleure nouvelle actrice dans une mini-série         | Yoo In-na                     | Nomination |
| 2011  | MBC Drama Awards                                                    | Prix d'excellence en haut, acteur dans une mini-série  | Cha Seung-won                 | Lauréat    |
| 2011  | MBC Drama Awards                                                    | Prix d'excellence en haut, actrice dans une mini-série | Gong Hyo-jin                  | Lauréat    |
| 2011  | MBC Drama Awards                                                    | Meilleure série télévisée                              | The Greatest Love             | Lauréat    |
| 2012  | 8th New York Television Festival's International TV & Films Awards, | Prix d'argent, catégorie mini-série                    | The Greatest Love             | Lauréat    |
| 2012  | 48th Baeksang Arts Awards                                           | Meilleur scénario (TV)                                 | Hong Mi-ran et Hong Jung-eun  | Nomination |
| 2012  | 48th Baeksang Arts Awards                                           | Meilleur acteur (TV)                                   | Cha Seung-won                 | Nomination |
| 2012  | 48th Baeksang Arts Awards                                           | Meilleure actrice (TV)                                 | Gong Hyo-jin                  | Lauréat    |
| 2012  | 48th Baeksang Arts Awards                                           | Meilleure série télévisée                              | The Greatest Love             | Nomination |